# Мухаммад V (дей Алжиру)
Мухаммад V ібн Усмах Ходжа (араб. محمد بن عثمان خوجة; нар. 1710 — 21 липня 1791) — 18-й дей Алжиру в 1766—1791 роках. Повне ім'я Баба Мухаммад ібн Усман Ходжа. Сприяв політичному та еконмоічному піднесенню держави.

## Життєпис
Син якогось Усмана (Османа). Народився 1710 року в Алжирі. Здобув початкову освіту. За 1 тис. піастрів купив посаду ходжи (секретаря). В подальшому обіймав посади в декількох бейліках та міських залогах, дослужившись до голови палацової варти дея. За панування Алі II отримує посаду хазнаджи (скарбника і першого візира). Останній домігся, щоб Мухаммада було визнано його наступником. Після смерті Алі II 1766 року обирається новим деєм Алжиру.
Продовжив агресивну політику щодо європейських держав. Втім Іспанія намагалася уникнути війни. Проте іспано-алжирські перемовини призвели лише до обміну полоненими між листопадом 1768 і лютим 1769 років.
1770 року почав морську війну проти Данії, флот якої у відповідь 1772 року атакував Алжир, але берегова артилерія та флот дея відбили напад. В результаті данці вимушені були збільшити розмір данини. після цього Мухаммад V наклав данину на Королівство Обох Сицилій й США.
Наступним кроком стали атаки біля узбережжя Іспанії, частково паралізувавши морську торгівлю цієї держави. У відповідь іспано-тосканський флот на чолі із Алехандро О'Рейлі виступив проти Алжиру. У битві біля річки Ель-Араш війська дея завдали суперникові поразки, захопивши 2 тис. полонених та більшість гармат. після цього здійснив декілька спроб зайняти місто Оран і Мерс-ель-Кебір, що були під владою іспанців з початку XVI ст. Втім ці кампанії були невдалими.
Разом з тим Мухаммад V намагався забезпечити правління в Алжирі своєї династії. Тому 1776 року призначив вакілем аль-хараджем (на кшталт міністра закордонних справ) свого зятя Сіді-Гасана. Останній почав тривалі перемовини з Іспанією щодо укладання мирної угоду. Проте дей таємному цьому пручався, оскільки піратство надавало більше прибутку ніж торгівля. У відповідь іспанський флот у 1783 і 1784 роках здійснив бомбардування міста Алдир. Це змусило Мухаммада V укласти мир з Іспанією. Натомість алжирська скарбниця поповнилася 1 млн песо.
З цього часу починається енергійна торгівля з Іспанією, італійськими державами і Францією. При цьому бейліки Маскара і Костянтина стали напівнезалежними, оскільки вели власну торгівлю та політику. Через бажання зберегти внутрішній мир Мухаммад V не наважився виступити проти них оружно.
1789 року забезпечив фактичну передачу влади зятю Сіді-Гасану, який став новим деєм Алжиру після смерті Мухаммада V в 1791 році.

## Родина
- донька, дружина Сіді-Гасана
- донька, дружина Ібрагіма-паши з яничар